# Municipio de Powers (Dakota del Norte)
El municipio de Powers (en inglés: Powers Township) es un municipio ubicado en el condado de Mountrail en el estado estadounidense de Dakota del Norte. En el año 2010 tenía una población de 35 habitantes y una densidad poblacional de 0,38 personas por km².

## Geografía
El municipio de Powers se encuentra ubicado en las coordenadas 48°30′21″N 102°33′3″O / 48.50583, -102.55083. Según la Oficina del Censo de los Estados Unidos, el municipio tiene una superficie total de 93.29 km², de la cual 89,11 km² corresponden a tierra firme y (4,48 %) 4,18 km² es agua.

## Demografía
Según el censo de 2010, había 35 personas residiendo en el municipio de Powers. La densidad de población era de 0,38 hab./km². De los 35 habitantes, el municipio de Powers estaba compuesto por el 100 % blancos. Del total de la población el 0 % eran hispanos o latinos de cualquier raza.